# Варшавский королевский университет

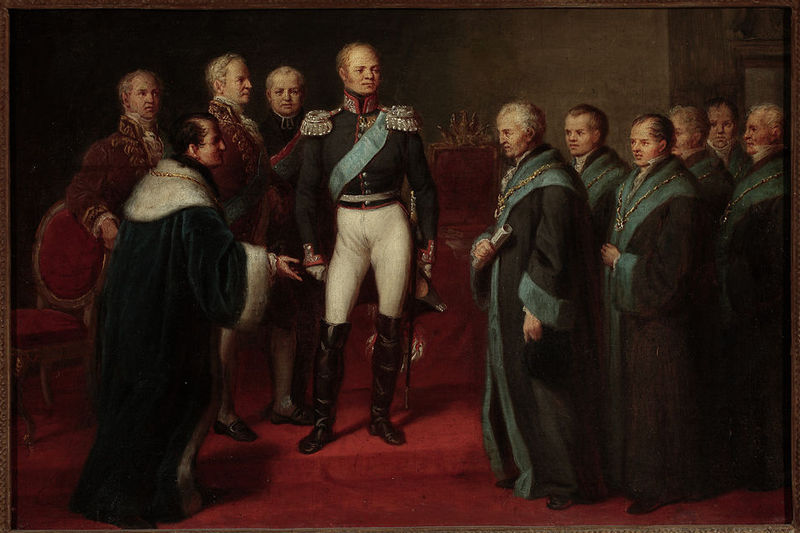
Вручение грамоты основания Варшавского университета царем Александром I. Картина анонимного художника XIX века.

Варшавский королевский университет — польский государственный университет, основанный 19 ноября 1816 года в Варшаве Комиссией по делам религий и народного образования, первый Варшавский университет. Он был распущен в 1831 году в рамках российских репрессий после падения Ноябрьского польского восстания (1830) .

## Основание
Основанием Варшавского университета послужила деятельность учебных заведений Варшавского герцогства, вдохновленная реформой польского образования, проведенной Эдукационной Национальной комиссией по образованию, прерванной разделами Речи Посполитой . Власть княжества — Правящая комиссия 26 января 1807 года учредила Палату народного просвещения — высший орган государственного управления, ответственный за науку, образование и воспитание. Он существовал в 1807—1812 гг .; до падения Варшавского герцогства, и им руководил Станислав Костка Потоцкий в сотрудничестве со Станиславом Сташичем, Самуэлем Богумилом Линдом, Онуфрием Копчинским и другими представителями польской интеллигенции, которые собирались в различных образовательных и научных организациях, таких как Варшавское общество друзей наук .
Целью Палаты народного образования было связать школьную систему с государственной администрацией, расширить начальное и среднее образование и создать педагогические учебные заведения. В 1812 г. эта организация была преобразована в Управление народного просвещения, продолжившее программную линию Просветительной палаты. В январе 1813 года Варшавское герцогство было оккупировано русской армией, а в марте царь Александр I назначил новые органы власти. Временный верховный совет Варшавского герцогства возобновил деятельность местной администрации, судебной системы и образования, прерванную военными действиями. В 1815 году решением Венского конгресса было создано политически подчиненное России Королевство Польское, а в июне того же года царь учредил Временное правительство Королевства Польского, которое 30 июня на базе бывшей Палаты народного просвещения учредило Департамент народного просвещения, впоследствии преобразованный в Комиссию по религиозным вероисповеданиям и общественному просвещению .

## История
В ноябре 1816 года Станислав Костка Потоцкий, глава Комиссии по религиозным конфессиям и общественному просвещению, и Станислав Сташич представили царю России Александру I проект создания Варшавского королевского университета, который принял эту инициативу и одобрил ее . Университет был основан путем слияния двух школ, существовавших во времена Варшавского герцогства, и были созданы Палатой народного образования: Школа права и административных наук (основана в 1808 году) и Школа медицины, также известная как Академический факультет медицины (основана в 1809 году) .

### Организация
Университетом руководил Главный совет Королевского университета Варшавы, в который входили Станислав Сташич, Ян Винценты Бандтке, Войцех Швейковский, Марчелло Баччарелли  . В его ведении находились 5 факультетов:
- Факультет «Право и административные науки», который состоял из 9 отделов (подготовительные науки; пандекты; старопольское право и история польского права; действующее гражданское право; уголовное право, гражданский и уголовный процесс и конституция; каноническое право; политическая экономия, административное право Полиция и финансовые науки; торговая наука, коммерческое право и статистика; технологии, сельское и лесное хозяйство: до 1819 г.). На факультете работали, в частности, Ян Винценты Бандтке, Вацлав-Александр Мацеёвский и Фредерик Скарбек[3].
- Факультет «Медицинские науки», который состоял из 10 отделов (теоретическая, практическая и сравнительная анатомия; фармация, фармакология, полиция и юридическая химия; физиология и диетология; общая патология, история медицины и пропедевтика; медицинское дело, токсикология и форма, то есть рецепт; теоретическая хирургия. ; Хирургия; Патология и детальная терапия; Акушерство, Заболевания беременных, Акушеры и новорожденные; Эпизоотические заболевания, Судебная медицина и Медицинская полиция). На факультете работали Анджей Францишек Ксавери Дыбек, Эмилиан Клеменс Новицки и Ян Богумил Фрейер.
- Факультет «Богословие», которое состояло из 6 отделов (Священное писание и вспомогательные науки; история церкви; церковное право; догматическое богословие; нравственное богословие; пастырское богословие). На факультете работал, в частности, первый ректор Варшавского университета Войцех Швейковский.
- Факультет «Философия» (основана в 1817 г.), где читал лекции, в том числе, Адам Забеллевич[4] .
- Факультет «Наук и изящных искусств» — первым почетным деканом и профессором в 1816—1818 годах был известный художник Марчелло Баччарелли[1]. Институт музыки и декламации также был включен в это отделение. В 1826 г. музыкальный факультет университета был преобразован в Главное музыкальное училище (в котором учился, в частности, Фредерик Шопен)[5].

В 1830 году царь Николай I переименовал университет в Королевско-Александровский университет в честь своего брата Александра I (умер в 1825 году). После провала Ноябрьского польского восстания (1830), в котором участвовало много студентов, университет был закрыт .